# Tour der australischen Rugby-Union-Nationalmannschaft nach Neuseeland 1936
| Tour der Wallabies nach Neuseeland 1936 | Tour der Wallabies nach Neuseeland 1936 | Tour der Wallabies nach Neuseeland 1936 | Tour der Wallabies nach Neuseeland 1936 | Tour der Wallabies nach Neuseeland 1936 |
| Übersicht                               | S                                       | G                                       | U                                       | N                                       |
| --------------------------------------- | --------------------------------------- | --------------------------------------- | --------------------------------------- | --------------------------------------- |
| Test Matches                            | 03                                      | 1                                       | 0                                       | 2                                       |
| Sonstige Spiele                         | 07                                      | 1                                       | 0                                       | 6                                       |
| Gesamt                                  | 10                                      | 2                                       | 0                                       | 8                                       |
|                                         |                                         |                                         |                                         |                                         |
| Neuseeland                              | 02                                      | 0                                       | 0                                       | 2                                       |
| New Zealand Māori                       | 01                                      | 1                                       | 0                                       | 0                                       |

Die Tour der australischen Rugby-Union-Nationalmannschaft nach Neuseeland 1936 umfasste eine Reihe von Freundschaftsspielen der Wallabies, der Nationalmannschaft Australiens in der Sportart Rugby Union. Das Team reiste im August und September 1936 durch Neuseeland, wobei es zehn Spiele bestritt. Dazu gehörten zwei Test Matches gegen die All Blacks. Die Gastgeber gewannen beide und holten sich den Bledisloe Cup zurück, den sie 1934 verloren hatten. Ein weiteres Spiel gegen die New Zealand Māori zählte ebenfalls als Test Match. Mit insgesamt acht Niederlagen verlief die Tour für die Australier enttäuschend.

## Spielplan
- Hintergrundfarbe grün = Sieg
- Hintergrundfarbe rot = Niederlage

(Test Matches sind grau unterlegt; Ergebnisse aus der Sicht Australiens)
| #  | Datum              | Gegner                           | Ort              | Stadion            | Ergebnis |
| -- | ------------------ | -------------------------------- | ---------------- | ------------------ | -------- |
| 01 | 22. August 1936    | Auckland Rugby Football Union    | Auckland         | Eden Park          | 5:8      |
| 02 | 26. August 1936    | Wanganui Rugby Football Union    | Wanganui         | Cooks Gardens      | 22:12    |
| 03 | 29. August 1936    | Hawke’s Bay Rugby Union          | Napier           | McLean Park        | 14:20    |
| 04 | 02. September 1936 | Wairarapa Rugby Football Union   | Masterton        | Memorial Park      | 10:13    |
| 05 | 05. September 1936 | Neuseeland                       | Wellington       | Athletic Park      | 6:11     |
| 06 | 09. September 1936 | North Otago Rugby Football Union | Oamaru           |                    | 6:13     |
| 07 | 12. September 1936 | Neuseeland                       | Dunedin          | Carisbrook         | 13:38    |
| 08 | 16. September 1936 | Southland Rugby Football Union   | Invercargill     | Rugby Park Stadium | 6:14     |
| 09 | 20. September 1936 | Canterbury Rugby Football Union  | Christchurch     | Lancaster Park     | 8:19     |
| 10 | 23. September 1936 | New Zealand Māori                | Palmerston North | Showgrounds Oval   | 31:6     |

## Test Matches
| 5. September 1936 | Neuseeland                                     | 11 : 6        | Australien                               | Athletic Park, Wellington Zuschauer: 30.000 Schiedsrichter: Joseph Moffitt (Neuseeland) |
| 5. September 1936 | Versuche: Hadley Hart Watt Erhöhungen: Pollock | (5:6) Bericht | Versuche: McLaughlin Straftritte: Rankin | Athletic Park, Wellington Zuschauer: 30.000 Schiedsrichter: Joseph Moffitt (Neuseeland) |

Aufstellungen:
- Neuseeland: Harcourt Caughey, Douglas Dalton, Jack Griffiths , Bill Hadley, George Hart, Everard Jackson, Brian Killeen, Ronald King, Roderick MacKenzie, Harold Pollock, Jack Rankin, Tori Reid, Joey Sadler, James Watt, John Wells
- Australien: Edward Bonis, Owen Bridle, Mike Gibbons, Aubrey Hodgson, Frank Hutchinson, Jack Kelaher, Russell Kelly, John Malone, Bill McLaughlin, Douglas McLean, Thomas Pauling, Ronald Rankin, Victor Richards, Ronald Walden , Bill White

| 12. September 1936 | Neuseeland | 38 : 13         | Australien                                                                   | Carisbrook, Dunedin Zuschauer: 25.000 Schiedsrichter: Herbert McKenzie (Neuseeland) |
| 12. September 1936 | Versuche: Hart (2) Mitchell (2) J. Rankin (2) Tori Reid (2) Watt Erhöhungen: Pollock (4) Straftritte: Pollock | (11:13) Bericht | Versuche: Bridle McLaughlin Erhöhungen: R. Rankin (2) Straftritte: R. Rankin | Carisbrook, Dunedin Zuschauer: 25.000 Schiedsrichter: Herbert McKenzie (Neuseeland) |

Aufstellungen:
- Neuseeland: Douglas Dalton, Colin Gillies, Jack Griffiths , Bill Hadley, George Hart, Everard Jackson, Ronald King, Neville Mitchell, Harold Pollock, Jack Rankin, Tori Reid, Joey Sadler, Ronald Ward, James Watt, John Wells
- Australien: Edward Bonis, Owen Bridle, Mike Gibbons, Aubrey Hodgson, Frank Hutchinson, Jack Kelaher, Russell Kelly, Llewellyn Lewis, John Malone, Douglas McLean, Bill McLaughlin, Ronald Rankin, Keith Storey, Ronald Walden , Bill White 
 Auswechselspieler: Victor Richards

| 23. September 1936 | New Zealand Māori                      | 6 : 31         | Australien                                                                                            | Showgrounds Oval, Palmerston North Zuschauer: 8.000 Schiedsrichter: Norman Gilchrist (Neuseeland) |
| 23. September 1936 | Versuche: McKinley Straftritte: Pepere | (3:26) Bericht | Versuche: Kelaher McLean (3) Ramsay Richards Erhöhungen: Gibbons Kelly Rankin (3) Straftritte: Rankin | Showgrounds Oval, Palmerston North Zuschauer: 8.000 Schiedsrichter: Norman Gilchrist (Neuseeland) |

Aufstellungen:
- NZ Māori: Walter Cooper, Everard Jackson, Noah Kotua, John Lockwood, Hector Mason, Hawea Mataira, Cecil McKinley, Clem Mellish, Michael O’Connor, George Pepere, Tori Reid , W. Robertson, Bernard Rogers, Robert White, Henry Whiu 
 Auswechselspieler: Bill Phillips
- Australien: Edward Bonis, Owen Bridle, Bill Cerutti, Rudolph Dorr, Mike Gibbons, Aubrey Hodgson, Jack Kelaher, Russell Kelly, John Malone, Douglas McLean, Mackenzie Ramsay, Ronald Rankin, Victor Richards, Ronald Walden , Bill White